# Godless (Fernsehserie)
Godless ist eine US-amerikanische Miniserie, die im November 2017 in den Vereinigten Staaten von Netflix per Streaming veröffentlicht wurde.

## Handlung
Der charismatische Outlaw Frank Griffin terrorisiert um 1884 mit seiner 30 Mann starken Bande den Mittleren Westen der USA. Nachdem er die Ortschaft Creede in Colorado verwüstet und die Bevölkerung massakriert hat, macht sich Marschall John Cook auf die Suche nach den Banditen. Neben der Kavallerie versucht Cook seinen alten Wegbegleiter, den Sheriff von LaBelle, Bill McNue, zur Mithilfe zu gewinnen. Aufgrund einer Augenkrankheit, die Bill allerdings verschweigt, lehnt dieser ab. Cook berichtet McNue von Roy Goode, ein ehemaliges Bandenmitglied und Ziehsohn Griffins, der sich mit der Bande überworfen und Griffins Beute aus Creede geraubt hat. Bei einer Schießerei während der Flucht hat Goode seinen Ziehvater so schwer verletzt, dass dessen linker Arm amputiert werden musste. Bill McNue ist neben dem Ladenbesitzer, dem Bestatter, dem Saloon-Inhaber und dem jungen Deputy Whitey einer der wenigen überlebenden Männer in LaBelle. Alle anderen männlichen Einwohner hatten als Bergarbeiter gearbeitet und wurden bei einem Grubenunglück in der örtlichen Erzmine getötet.
Roy Goode gelangt zufällig auf die Ranch der jungen Witwe Alice Fletcher. Diese schießt Roy zunächst an, kümmert sich dann allerdings um den Fremden. Sie überlässt ihm später die Ausbildung ihrer Pferde und Roy gewinnt Ansehen und Vertrauen ihres Sohnes Truckee. Griffin lässt inzwischen durch den Zeitungsreporter Grigg seine alternative Version der Geschichte verbreiten, ebenso droht er jedem, der Goode Zuflucht gewähren sollte, mit dem Tod.
Die Frauen aus LaBelle entscheiden sich durch Abstimmung, den weiteren Abbau des Erzes und den Schutz der Stadt in die Hände einer Bergbaugesellschaft zu geben. Dadurch gelangt eine zwielichtige Truppe um den Sicherheitschef der Bergbaugesellschaft, Ed Logan, in die Stadt. Diese Schutztruppe bringt schnell die Stadt unter ihre Kontrolle und okkupiert das Amt des zu diesem Zeitpunkt abwesenden Sheriffs McNue.
Nachdem sich Bill aufgerafft hat, Cook doch beizustehen, muss er entdecken, dass Cook von Griffins Bande in eine Falle gelockt und erschossen wurde. Die Kavallerie ist aufgrund eines angeblichen Einsatzes gegen kriegerische Indianer nicht mehr zur Verfolgung Griffins zu bewegen.
Durch Grigg, der Goode in LaBelle erkannt hat, bekommt Griffin den entscheidenden Hinweis auf dessen Aufenthaltsort. Die Bande tritt ihre Reise nach LaBelle an.
In einem reißerischen Zeitungsartikel Griggs wird nicht nur behauptet, dass die Stadt praktisch nur von Frauen bewohnt ist, sondern auch, dass sie Goode Unterschlupf gewährt hätten. Als die Frauen den Artikel lesen, wird ihnen klar, dass Griffin nach LaBelle kommen wird, um sich zu rächen. Die Sicherheitskräfte der Minengesellschaft stehlen daraufhin die Pferde und treten die Flucht an.
Da ohne Pferde eine Flucht aus der Stadt nicht mehr möglich ist, entwickeln Deputy Whitey und Mary Agnes McNue, die emanzipierte Schwester des Sheriffs, einen Verteidigungsplan.
Bill McNue entdeckt bei seiner Verfolgung der Bande einen Hinweis auf das Ziel der Outlaws und macht sich zurück auf den Weg nach LaBelle. Whitey versucht Hilfe zu bekommen bei der Familie der jungen Frau, in die er verliebt ist. Sie sind eine Gruppe ehemaliger Büffelsoldaten aus der LaBelle vorgelagerten Siedlung Blackdom. Während die Familie noch über die Unterstützung diskutiert, erreicht Griffin die Siedlung und metzelt die Bewohner nieder. Whitey reitet nochmals nach Blackdom, kann aber nur noch seine Liebste und deren kleinen Bruder retten. Auch Alice wird auf der Suche nach ihrem ausgerittenen Sohn Truckee zufällig Zeugin der Tat und bietet LaBelle ihre Unterstützung im Kampf gegen Griffin an.
Im Hotel der Stadt, dem einzigen aus Stein gebauten Haus, verschanzen sich die schwerbewaffneten Bewohnerinnen LaBelles, um Griffins Bande zu empfangen. Es folgt ein heftiger Schusswechsel zwischen der Bande, den verschanzten Frauen sowie Goode und McNue, welche der Bande auf offener Straße gegenübertreten. Lediglich Griffin kann entkommen. Goode stellt seinen ehemaligen Ziehvater, als dieser sich dem mit seinem Pferd verunglückten Truckee annähert. Beim Duell mit Griffin wird Roy zwar angeschossen, kann Griffin aber erschießen. Roy verlässt LaBelle, um seinen Bruder an der Westküste zu suchen und hinterlässt Alice das geraubte Geld.

## Episoden
| Nr. | Deutscher Titel        | Originaltitel             | Erstveröffentlichung |
| --- | ---------------------- | ------------------------- | -------------------- |
| 1   | Ein Vorfall in Creede  | An Incident at Creede     | 22. Nov. 2017        |
| 2   | Die Ladys von La Belle | The Ladies of La Belle    | 22. Nov. 2017        |
| 3   | Weisheit der Pferde    | Wisdom of the Horse       | 22. Nov. 2017        |
| 4   | Väter und Söhne        | Fathers & Sons            | 22. Nov. 2017        |
| 5   | Einer Schlange den...  | Shot the Head off a Snake | 22. Nov. 2017        |
| 6   | Lieber Roy...          | Dear Roy...               | 22. Nov. 2017        |
| 7   | Heimkehr               | Homecoming                | 22. Nov. 2017        |

## Hintergrund
LaBelle, New Mexico existiert tatsächlich und besaß ein Erzbergwerk, ein Unfall wie in der Serie beschrieben hat sich im Oktober 1913 in der benachbarten Kohlenmine Stag Canyon ereignet. Hier kamen 236 Bergleute bei einer Explosion ums Leben.

## Synchronisation
Die deutsche Synchronfassung entstand bei der VSI Synchron GmbH in Berlin.
| Rolle             | Darsteller             | Synchronsprecher     |
| ----------------- | ---------------------- | -------------------- |
| Roy Goode         | Jack O’Connell         | Konrad Bösherz       |
| Frank Griffin     | Jeff Daniels           | Wolfgang Condrus     |
| Alice Fletcher    | Michelle Dockery       | Manja Doering        |
| Bill McNue        | Scoot McNairy          | Matthias Deutelmoser |
| Whitey Winn       | Thomas Brodie-Sangster | Sebastian Fitzner    |
| Mary-Agnes        | Merritt Wever          | Almut Zydra          |
| A.T. Grigg        | Jeremy Bobb            | Christian Gaul       |
| Charlotte Temple  | Samantha Soule         | Berenice Weichert    |
| Truckee           | Samuel Marty           | Maximilian Artajo    |
| Callie Dunne      | Tess Frazer            | Daniela Reidies      |
| Marshal John Cook | Sam Waterston          | Christian Rode       |
| Daryl Devlin      | Russell Dennis Lewis   | Michael Wiesner      |
| Gatz Brown        | Adam David Thompson    | Roman Kretschmer     |
| Ed Logan          | Kim Coates             | Matthias Klages      |
| J.J. Valentine    | Christopher Fitzgerald | Hans Hohlbein        |
| Sadie Rose        | Kayli Carter           | Eva Thärichen        |
| Floyd Wilson      | Justin Welborn         | Christopher Kohn     |

## Auszeichnungen und Nominierungen
Screen Actors Guild Award
- 2018: Nominierung als Bester Darsteller in einem Fernsehfilm oder Miniserie für Jeff Daniels

Primetime Emmy Award 2018
- Bester Nebendarsteller – Miniserie oder Fernsehfilm: Jeff Daniels (Auszeichnung)
- Beste Nebendarstellerin – Miniserie oder Fernsehfilm: Merritt Wever (Auszeichnung)
- Beste Titelmusik: Carlos Rafael Rivera (Auszeichnung)
- Beste Miniserie (Nominierung)
- Beste Regie bei einer Miniserie oder einem Fernsehfilm: Scott Frank (Nominierung)
- Bestes Drehbuch bei einer Miniserie oder einem Fernsehfilm: Scott Frank (Nominierung)
- Beste Hauptdarstellerin – Miniserie oder Fernsehfilm: Michelle Dockery (Nominierung)
- Beste Musik (Originalkomposition) – Miniserie oder Fernsehfilm: Carlos Rafael Rivera (Nominierung)
- Outstanding Casting for a Limited Series, Movie or Special (Nominierung)
- Outstanding Cinematography for a Limited Series or Movie (Nominierung)
- Outstanding Sound Editing for a Limited Series, Movie or Special (Nominierung)